# NEXT 150
NEXT 150 je kapitalizačně-váhový index sto padesáti titulů, po prvním stu listovaných v EURONEXT 100, obchodovaných na burze Euronext. Reprezentuje hlavně středně kapitalizovaný segment trhu. Index byl založen ke dni 31. prosince 2001 s hodnotou 1000 bodů. V současné době reprezentuje 6 % kapitalizace titulů na burze Euronext. V tomto případě se jedná o částku 88,62 milionu eur.